# Damian Michalski
Damian Michalski (* 17. Mai 1998 in Bełchatów) ist ein polnischer Fußballspieler.

## Karriere
Er begann mit dem Fußballspielen in der Jugendabteilung von GKS Bełchatów. Im Frühjahr 2016 wurde er in den Kader der ersten Mannschaft in der 2. polnische Liga aufgenommen und kam am 5. Juni 2016, dem 34. Spieltag, zu seinem Profidebüt beim 5:1-Heimsieg gegen Bytovia Bytów als er in der 83. Spielminute für seinen Bruder Seweryn eingewechselt wurde. Im Sommer 2017 wurde er für eine halbe Spielzeit an den Viertligisten Górnik Polkowice ausgeliehen. Nach seiner Rückkehr verbrachte er mit seinem Verein die nächsten eineinhalb Spielzeiten in der 3. polnischen Liga. Im Sommer 2019 wechselte er in die Ekstraklasa und schloss sich dort Wisła Płock an.
Im August 2022 wechselte er nach Deutschland und er schloss sich dem Zweitligisten SpVgg Greuther Fürth an.
Im Februar 2025 wechselte er zurück in sein Heimatland Polen und er schloss sich Zagłębie Lubin an.

## Privates
Sein Bruder Seweryn ist auch Profifußballer und spielte mit ihm zusammen bei GKS Bełchatów.